# Corn de pólvora

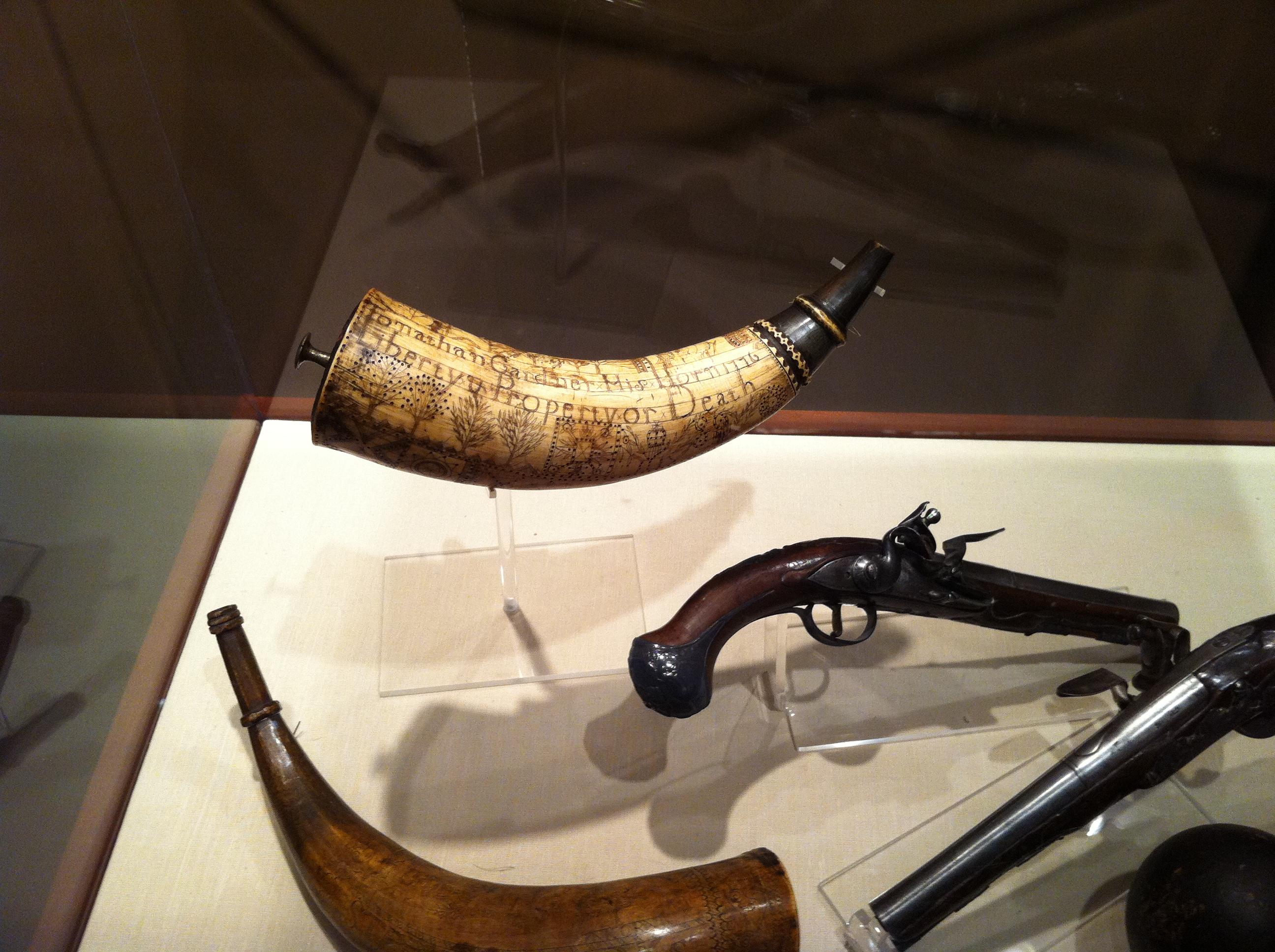
Corns de pólvora gravats de la revolució americana al Museu de la Concòrdia

Un corn de pólvora és un recipient contenidor de pólvora, generalment creat a partir d'una banya de vaca, bou, búfal o algun altre bòvid. La paraula també es pot utilitzar per a qualsevol envàs personal per portar pólvora, tot i que el terme genèric correcte seria flascó de pólvora.

## Corn de pólvora vs. flascó de pólvora

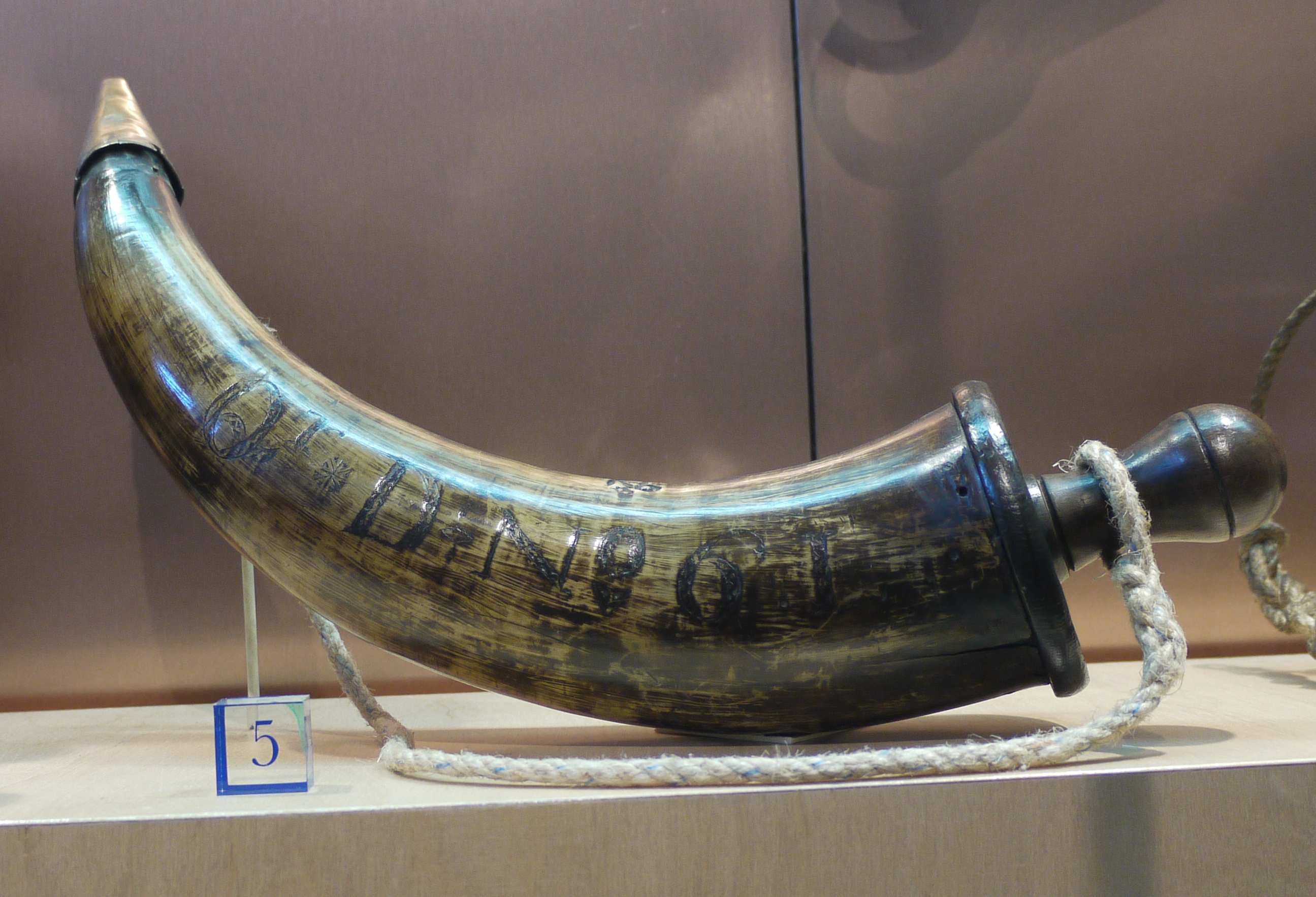
Corn de pólvora de la Royal Navy.

Encara que el terme corn de pólvora s'utilitza de vegades per a qualsevol tipus de flascó de pólvora, el corn és estrictament una subcategoria de flascó de pólvora fet a partir d'una banya de bòvid completament buidada. els corns de pólvora, que conservaven la forma original de la cornamenta, normalment una cornamenta de cérvol, que es solia tallar a mà, era un material molt emprat. En canvi els flascons de pólvora es fabricaven amb una gran varietat de materials i formes, tot i que es procurava evitar els metalls ferrosos que eren propensos a emetre espurnes quan es colpejaven, la fusta i el coure també eren habituals, i a l'Índia, l'ivori.

## Característiques

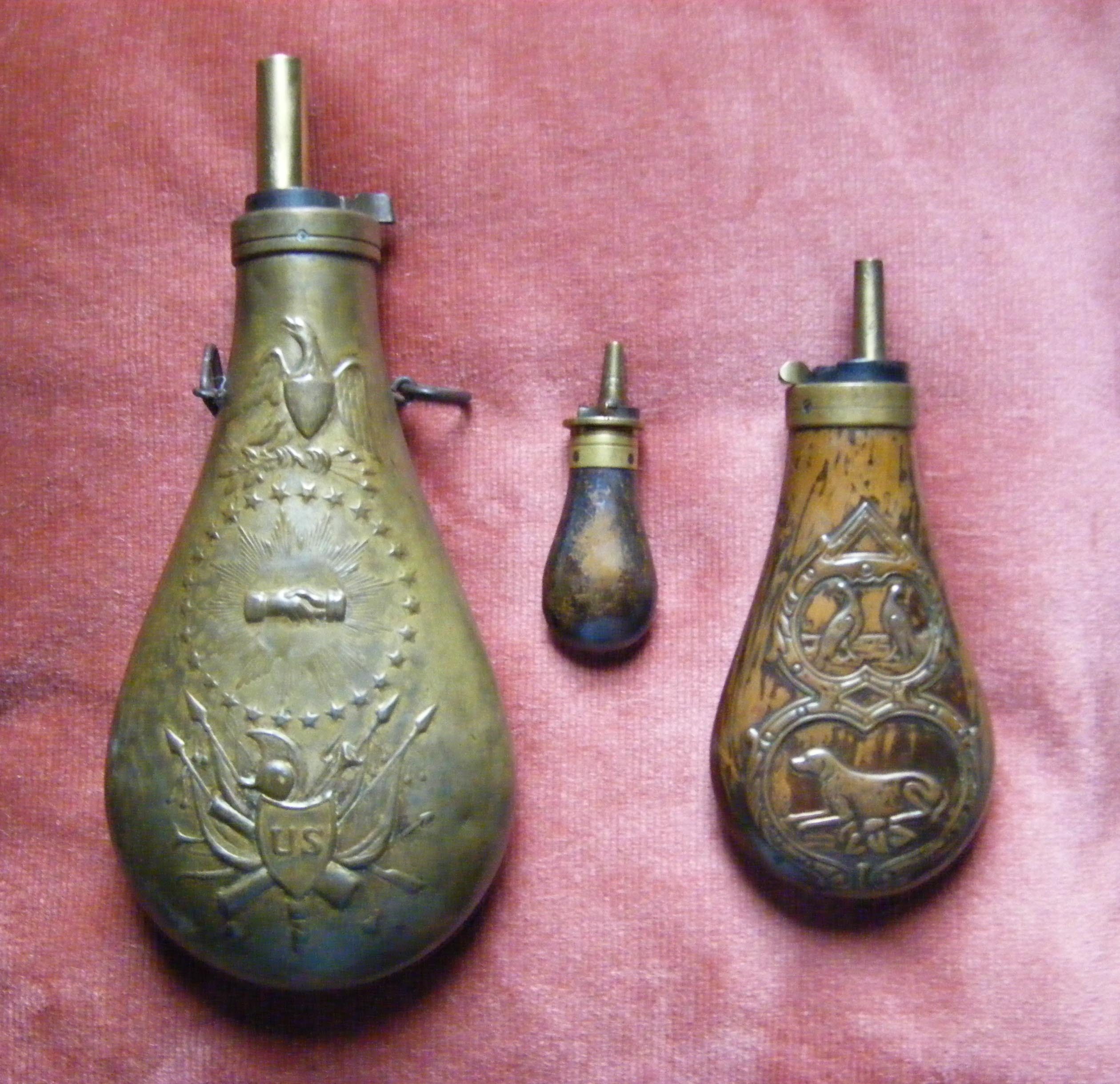
Flascó americà: els de Colt a l'esquerra i Remington a la dreta

Normalment hi havia un tap a cada extrem, en models moderns, per seguretat, amb una tanca automàtica accionada per una molla. La boca del costat ample s'utilitzava per poder reomplir el corn, mentre que la pólvora es dispensava pel costat estret. En alguns casos es tancava la punta estreta i s'utilitzava la boca del costat gran, tant per dispensar com per omplir el corn, mitjançant una mesura de pólvora, amb forma de cullera per dispensar la pólvora. Finalment, en altres casos ambdós extrems estaven oberts i el corn només s'utilitzava com a embut. Era normal dur-lo penjat sobre l'espatlla mitjançant una corretja llarga.
Sovint es polia l'interior i l'exterior d'un corn de pólvora perquè el corn fos translúcid i així el soldat pogués veure quanta pólvora li quedava. L'ús de banyes d'animals juntament amb peces metàl·liques no fèrriques va assegurar que la pólvora no fos detonada per espurnes generades durant l'emmagatzematge i la càrrega. El corn amb l'interior buidat, era impermeable per naturalesa.

## Motius d'ús

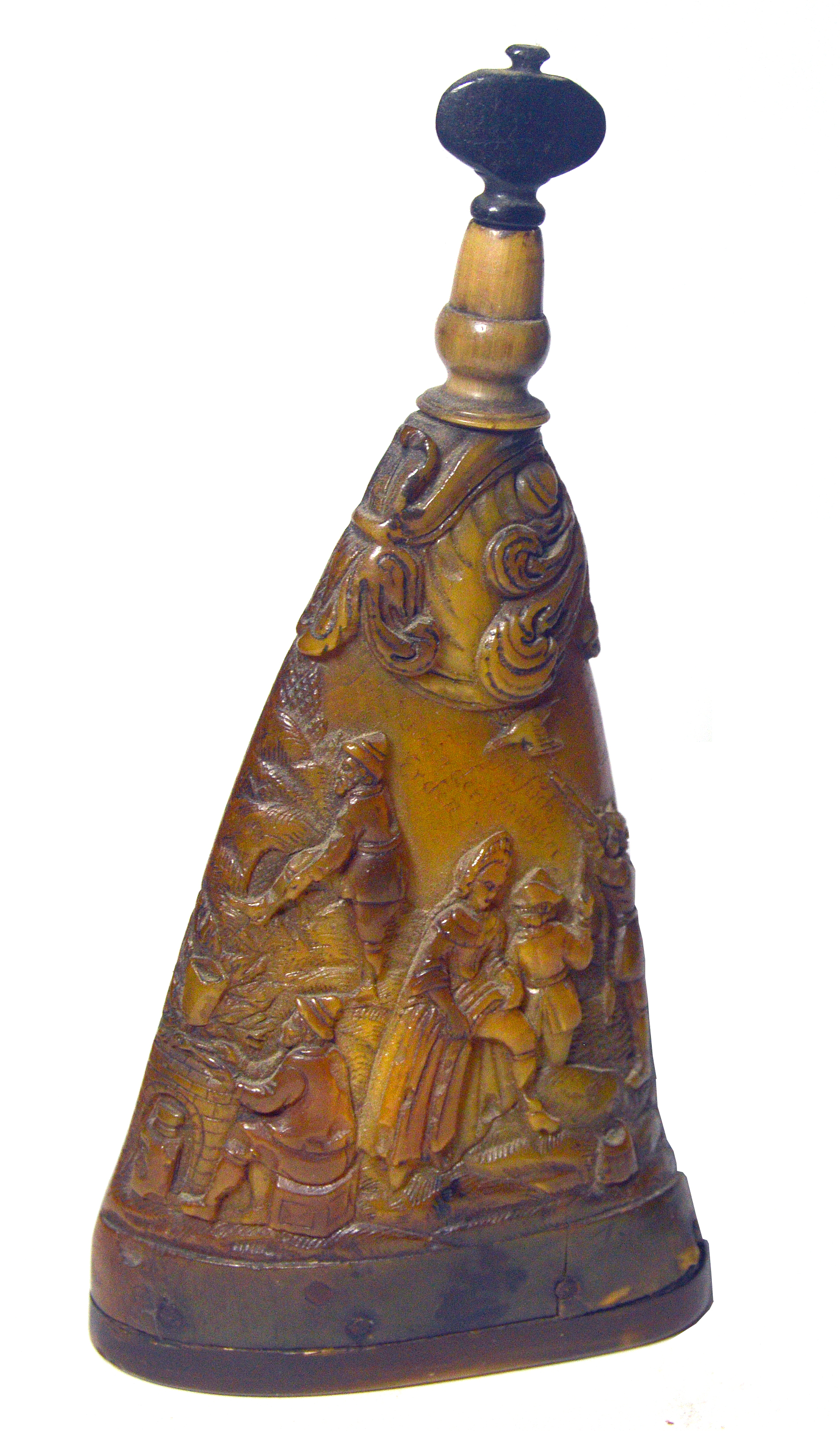
Corn de pólvora alemany decorat, c1700

Encara que els cartutxos de paper pre-envasats es remunten a l'edat mitjana, el seu cost addicional i el seu petit benefici per als usuaris civils van desanimar la seva adopció generalitzada, excepte per al deure de la milícia. Per exemple, el 19 d'abril de 1775, a Lexington i Concord, molts civils feien servir habitualment cartutxos de paper el dia de l'obertura de la Guerra d'Independència dels Estats Units. De la mateixa manera, els soldats britànics portaven caixes de cartutxos amb 36 cartutxos de paper. L'avantatge dels cartutxos de paper era la velocitat de recàrrega; Eren possibles de 3 a 4 tir per minut amb cartutxos de paper. Mesurar cada càrrega abans de disparar va reduir la velocitat de tir a aproximadament un dispar per minut.
Hi havia altres mètodes, incloent petites bosses de tela que contenien la quantitat correcta de pólvora per a un sol tret, que es podien portar en una bandolera (però requeria un tipus d'embut per omplir el canó). Una preocupació important de seguretat era que quan es tornava a carregar una pistola d'avantcàrrega poc després d'un tret podria haver-hi petits trossos de guata cremant a la boca, cosa que podia fer que la nova càrrega de pólvora s'encengués com un llampec. Mentre que si cap part del carregador tocava l'extrem del canó, no hi havia perill però si una espurna arribava al subministrament principal del corn de pólvora era probable que es produís una explosió mortal. Es van prendre diverses precaucions, tant en el disseny com en l'ús de les mesures de pólvora utilitzades amb els corns, o en els flascons en general, per evitar que això succeís.
Els corns de pólvora també tenien l'important propòsit de mantenir la pólvora negra seca. Van començar a ser substituïts per flascons de pólvora de coure al segle xix.
Els corns de pólvora també es van utilitzar per a l'encebament de grans canons navals i en operacions de voladures ; aparentment, de vegades, la forma de corn era només una forma convenient de l'embut en aquests casos, estava obert pels dos extrems i no s'utilitzava com a recipient.

## Decoració
A Amèrica, s'han conservat en col·leccions privades una sèrie de corns d'època que daten de la guerra francesa i índia durant la Revolució americana i més enllà, amb algunes excepcions. Molts exemples decorats aporten llum sobre la vida i la història dels individus que els van utilitzar i es poden classificar com un mitjà d' art popular.
Els corns de pólvora estaven decorats, la majoria de vegades amb gravats, fent una forma de scrimshaw, que sovint es complementava decorant-lo amb diferents colors.

## Obsolescència
El corn de pólvora va quedar obsolet per les innovacions originades per Hall, Sharps, Spencer i el desenvolupament posterior dels cartutxos autònoms que van ser desenvolupats i comercialitzats amb èxit per Oliver Winchester, que va fer que els cartutxos metàl·lics prefabricats es convertissin en un estàndard.